# José Luis Rodríguez Jiménez
José Luis Rodríguez Jiménez (Madrid, 1961) és un historiador espanyol, considerat un especialista en l'estudi de l'extrema dreta a Espanya. Es va llicenciar en Història a la Universitat Complutense de Madrid, centre en el qual va obtenir el seu doctorat en 1992 sota la direcció del catedràtic Antonio Fernández García i que va versar sobre la posició de l'extrema dreta a Espanya i la seva evolució durant el tardofranquisme i la Transició, posteriorment publicat pel CSIC el 1994 amb el títol original Reaccionaris i colpistes. L'extrema dreta a Espanya: del tardofranquisme a la consolidació de la democràcia (1967-1982). És professor titular a la Universitat Rei Juan Carlos, on a data de 2018 impartia classes de l'assignatura «Historia de l'Espanya Actual».
Altres obres seves són ¿Nuevos fascismos? Extrema derecha y neofascismo en Europa y Estados Unidos (Editorial Península, 1998), Historia de Falange Española de las JONS (Alianza Editorial, 2000), Franco. Historia de un conspirador (Oberon, 2005), en què hi projecta una visió negativa del dictador, De héroes e indeseables. La División Azul (Espasa-Calpe, 2007), Salvando vidas en el delta del Mekong: la primera misión en el exterior de la sanidad militar española: Vietnam del sur, 1966-1971 (Ministeri de Defensa, 2013) o Agonía, traición, huida. El final del Sáhara español (Crítica, 2015), entre d'altres.